# Eleição municipal de Caxias (Maranhão) em 2016
A eleição municipal de Caxias em 2016 foi realizada para eleger um prefeito, um vice-prefeito e 19 vereadores no município de Caxias, no estado brasileiro do Maranhão. Foram eleitos Fabio Jose Gentil Pereira Rosa e Paulo Celso Fonsêca Marinho para os cargos de prefeito(a) e vice-prefeito(a), respectivamente.
Seguindo a Constituição, os candidatos são eleitos para um mandato de quatro anos a se iniciar em 1º de janeiro de 2017. A decisão para os cargos da administração municipal, segundo o Tribunal Superior Eleitoral, contou com 90 328 eleitores aptos e 6 859 abstenções, de forma que 7.59% do eleitorado não compareceu às urnas naquele turno.

## Antecedentes
Na eleição municipal de 2012, Leonardo Barroso Coutinho, do PSB, derrotou o candidato do PMDB Paulo Celso Fonseca Marinho Júnior no primeiro turno. A vitória de Léo Coutinho foi exorbitante em relação aos seus adversários, já que teve cerca de 53,8% dos votos, o que tirou a necessidade de um segundo turno.

## Campanha
Na disputa pela reeleição, Leo Coutinho não conseguiu manter a preferência da maioria de seus eleitores no primeiro mandato e foi derrotado por Fábio Gentil. A diferença entre os dois foi mínima, cerca de 1212 votos que determinaram a vitória de Gentil. O candidato vencedor, durante toda a eleição se aproximou dos principais rivais de Coutinho para consolidar sua vitória e do PRB na cidade Maranhense. Um grande exemplo disso é seu vice Paulinho Fonseca, que havia ficado na segunda posição na eleição anterior.

## Resultados

### Eleição municipal de Caxias em 2016 para Prefeito
A eleição para prefeito contou com 2 candidatos em 2016: Leonardo Barroso Coutinho do Partido Socialista Brasileiro, Fabio Jose Gentil Pereira Rosa do Partido Republicano Brasileiro que obtiveram, respectivamente, 37 959, 39 171 votos. O Tribunal Superior Eleitoral também contabilizou 7.59% de abstenções nesse turno. 
| Candidato(a)                         | Vice                               | Coligação          | Votos recebidos | Percentual |
| ------------------------------------ | ---------------------------------- | ------------------ | --------------- | ---------- |
| Fabio Jose Gentil Pereira Rosa (PRB) | Paulo Celso Fonsêca Marinho Júnior | Caxias é do Povo   | 39171           | 50.79%     |
| Leonardo Barroso Coutinho (PSB)      | José Rodrigues Fernandes Junior    | A Mudança Continua | 37959           | 49.21%     |

### Eleição municipal de Caxias em 2016 para Vereador
Na decisão para o cargo de vereador na eleição municipal de 2016, foram eleitos 19 vereadores com um total de 80 333 votos válidos. O Tribunal Superior Eleitoral contabilizou 1 128 votos em branco e 2 008 votos nulos. De um total de 90 328 eleitores aptos, 6 859 (7.59%) não compareceram às urnas .
| Nome                                    | Partido político                               | Coligação                             | Votos recebidos | Percentual |
| --------------------------------------- | ---------------------------------------------- | ------------------------------------- | --------------- | ---------- |
| Thais Garcia Coutinho Barros            | Partido Socialista Brasileiro (PSB)            | A Mudança Continua II                 | 2998            | 3.73%      |
| Antonio José Ximenes                    | Partido da República (PR)                      | A Mudança Continua II                 | 2736            | 3.41%      |
| Aureamelia Brito Lima Soares            | Partido Comunista do Brasil (PCdoB)            | A Mudança Continua II                 | 2084            | 2.59%      |
| Mário Fernando de Assunção Sousa        | Partido Popular Socialista (PPS)               | A Mudança Continua II                 | 2070            | 2.58%      |
| Edilson Ribeiro Fernandes               | Partido da Social Democracia Brasileira (PSDB) | A Mudança Continua II                 | 1977            | 2.46%      |
| Jose Wilson da Silva                    | Partido Comunista do Brasil (PCdoB)            | A Mudança Continua II                 | 1948            | 2.42%      |
| Durval Araújo Rabelo Junior             | Partido Socialista Brasileiro (PSB)            | A Mudança Continua II                 | 1831            | 2.28%      |
| Nelzir Oliveira Costa Queiroz           | Partido Socialista Brasileiro (PSB)            | A Mudança Continua II                 | 1782            | 2.22%      |
| Paulo Sergio Gedeon Simao               | Democratas (DEM)                               | A Mudança Continua II                 | 1776            | 2.21%      |
| Jeronimo Ferreira Cavalcante Filho      | Partido da Mobilização Nacional (PMN)          | Juntos por uma Caxias Cada Vez Melhor | 1402            | 1.75%      |
| Antonio Justino Lima                    | Solidariedade (SD)                             | Amizade, Solidariedade e Trabalho     | 1394            | 1.74%      |
| Gladston Costa E Silva                  | Partido Republicano Brasileiro (PRB)           | Caxias é do Povo I                    | 1274            | 1.59%      |
| Luís Carlos Ximenes da Cunha            | Movimento Democrático Brasileiro (MDB)         | Caxias é do Povo II                   | 1171            | 1.46%      |
| Evilasio Roque Ramos                    | Solidariedade (SD)                             | Amizade, Solidariedade e Trabalho     | 1111            | 1.38%      |
| Gentil Cantanhede Silva                 | Partido Social Liberal (PSL)                   | Juntos por uma Caxias Cada Vez Melhor | 1079            | 1.34%      |
| Moises Holanda dos Santos               | Partido Social Democrático (PSD)               | União e Igualdade                     | 936             | 1.17%      |
| Antonio Jose Bittencourt de Alburqueque | Partido Republicano Brasileiro (PRB)           | Caxias é do Povo I                    | 929             | 1.16%      |
| Darlan Almeida da Silva                 | Partido Humanista da Solidariedade (PHS)       | Unidos Venceremos                     | 871             | 1.08%      |
| José Magno Sousa Magalhães              | Partido Social Democrático (PSD)               | União e Igualdade                     | 864             | 1.08%      |

## Análise
Após quatro anos de um governo voltado para a esquerda, a sociedade de Caxias parece ter mudado seu ponto de vista político e elegeu Fábio Gentil para ser prefeito da cidade. Formado em Engenharia Civil pela Universidade Federal de Campina Grande, logo se afiliou a política e ao PRB. Em 2016, foi vitorioso na eleição para o cargo máximo da cidade de Caxias e partindo para uma outra orientação política, voltada para a direita e o centro. Na sua Campanha prometeu melhorar o funcionalismo público, modernizar a cidade com novas tecnologias e ampliar a área da saúde, melhorando sua infraestrutura.   
Fato é, que até o momento, Gentil tem sofrido forte oposição de seus rivais políticos e nas últimas pesquisas seus índice de aprovação que chegou a ser considerado alto quando eleito em 2016, hoje está em baixa acirrando ainda mais a disputa entre as Oligarquias Coutinho e Marinho.